# Ранчо Гранд (Њу Мексико)
Ранчо Гранд (енгл. Rancho Grande) насељено је место без административног статуса у америчкој савезној држави Њу Мексико.

## Демографија
По попису из 2010. године број становника је 142.
| Група             | 2000.    | 2010.       |
| Белци             | 0 (0,0%) | 116 (81,7%) |
| Афроамериканци    | 0 (0,0%) | 0 (0,0%)    |
| Азијати           | 0 (0,0%) | 0 (0,0%)    |
| Хиспаноамериканци | 0 (0,0%) | 17 (12,0%)  |
| Укупно            | 0        | 142         |